# Keith Boykin

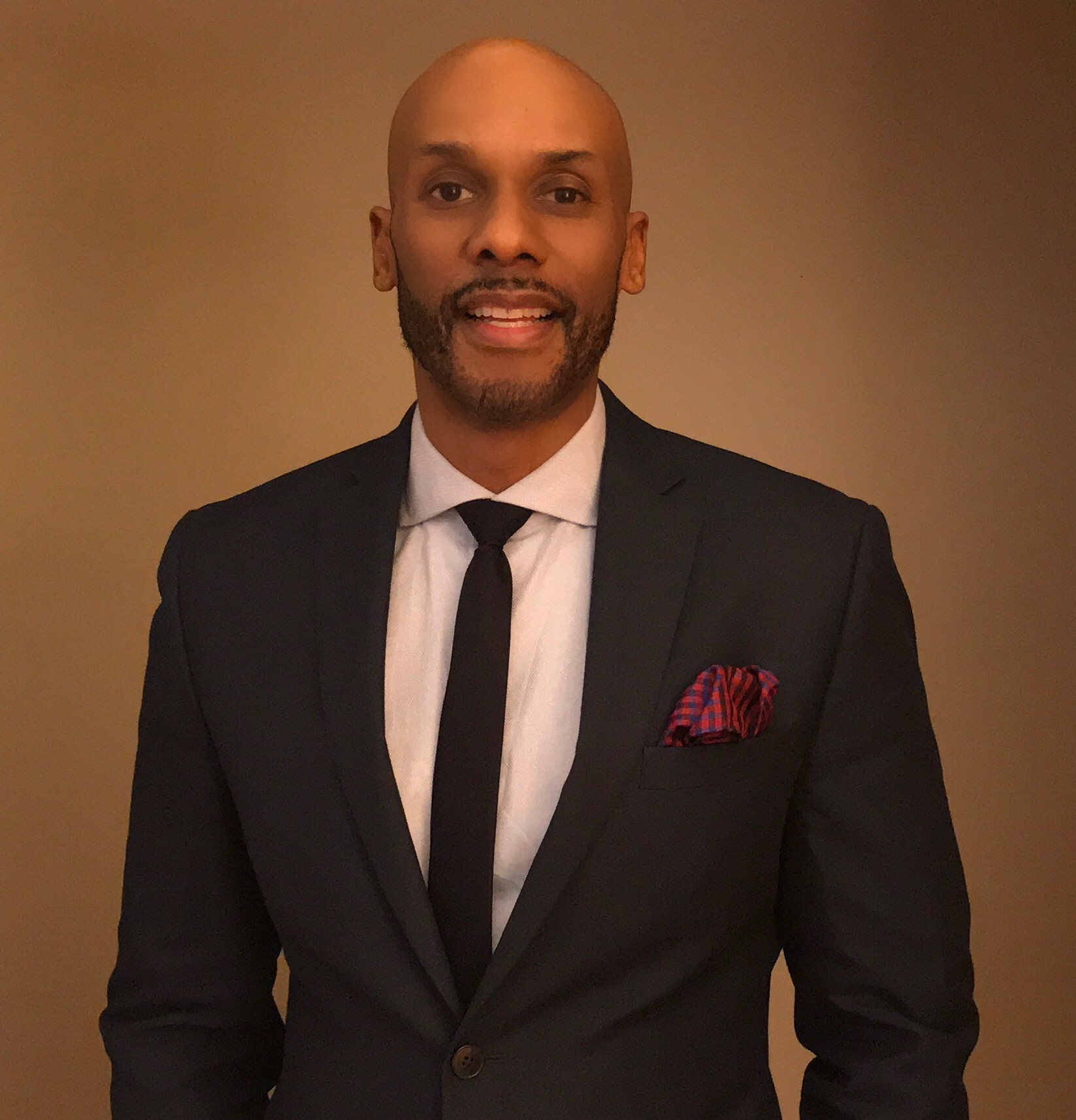
Keith Boykin (2017)

Keith Boykin (* 28. August 1965 in St. Louis, Missouri) ist ein US-amerikanischer Autor, Jurist, Journalist und politischer Kommentator.

## Leben
Boykin wuchs in seinem Geburtsort auf und besuchte die Countryside High School in Clearwater, Florida.
Er studierte bis 1987 am Dartmouth College in New Hampshire. Danach arbeitete er anderthalb Jahre für die Wahlkampfkampagne von Michael Dukakis. Ab 1989 studierte Boykin Rechtswissenschaften an der Harvard Law School, wo er 1992 seinen Doktor erreichte. 1992 arbeitete Boykin für die Wahlkampfkampagne von Bill Clinton. Von 1999 bis 2001 unterrichtete Boykin Politikwissenschaften an der American University in Washington, D.C. Auch lehrte Boykin an der Columbia University in New York. 2008 war er als politischer Kommentator für den Fernsehsender BET Her tätig. Im Januar 2017 wurde Boykin politischer Kommentator beim Fernsehsender CNN, nachdem er zuvor bereits politischer Kommentator bei den Fernsehsendern CNBC und MSNBC gewesen war. Boykin schrieb Beiträge für Magazine wie The Village Voice, San Francisco Chronicle,  Tampa Bay Times, The Advocate, Black Issues Book Review und The Crisis. Eine Kolumne von ihm erschien in Zeitungen wie The New York Blade, Washington Blade, Southern Voice und Houston Voice. Als Autor publizierte Boykin mehrere Bücher. Boykin war Herausgeber des Nachrichtenportals The Daily Voice, das sich an afro-amerikanische Bürger der Vereinigten Staaten richtete.
Boykin ist Mitbegründer der Organisation National Black Justice Coalition. Boykin wohnt in New York City.

## Werke (Auswahl)
- One More River to Cross: Black & Gay in America, Anchor Publisher, 1996, ISBN 978-0385479837
- Respecting the Soul:Daily Reflections for Black Lesbians and Gays, Avon Books, 1. April 1999, ISBN 0380800217
- Beyond the Down Low: Sex, Lies, and Denial in Black America, Carroll & Graf, 13. Dezember 2004, ISBN 0786714344[4]
- Hrsg.: For Colored Boys Who Have Considered Suicide When The Rainbow Is Still Not Enough, Magnus Books, 28. August 2012, ISBN 1936833158
- Race Against Time: The Politics of a Darkening America, Bold Type Books, 2021

## Auszeichnungen und Preise
- 2013: Stonewall Book Award für For Colored Boys Who Have Considered Suicide When the Rainbow is Still Not Enough: Coming of Age, Coming Out, and Coming Home (als Hrsg.)
- 2000: Lambda Literary Award für Respecting the Soul
- 2006: Nominierung zum Lambda Literary Award mit Beyond the Down Low